# Sarnersee
Sarnenské jezero (německy Sarnersee) se nachází v nadmořské výšce 469 m v kantonu Obwalden ve Švýcarsku. Na břehu jezera se nachází obce Sarnen v severní části, Sachseln na jihozápadním břehu a další malá uskupení osídlení. Plocha jezera je přibližně 7,5 km² a průměrná hloubka je 31 m, jeho maximální hloubka je 51 m. Jezero je cca 6 km dlouhé a 1,3 km široké. Objem zadržované vody činí 239 milionů m³. Přítoky jezera: Aa, Grosse Melchaa a Dreiwässerkanal, odtok z jezera je Sarner Aa.